# 43293 Banting
43293 Banting este un asteroid din centura principală de asteroizi.

## Descriere
43293 Banting este un asteroid din centura principală de asteroizi. A fost descoperit pe 1 aprilie 2000 la Reedy Creek de John Broughton. El prezintă o orbită caracterizată de o semiaxă mare de 3,17 ua, o excentricitate de 0,07 și o înclinație de 6,0° în raport cu ecliptica.